# الدقهلية والمرتاحية (عمل)
الأعمال الدقهلية والمرتاحية هو تقسيم جُغرافي مصري استُحدث في عصر الدولة المملوكية بعد الروك الناصري حيث ألغيت أعمال الدقهلية والمرتاحية، وضمّت في كيان واحد عُرف بالأعمال الدقهلية والمرتاحية، وجعلت قاعدته أشموم لتوسطها بينهما، وظلّ معمولًا بهذا التقسيم حتى إجراء التربيع العثماني في بداية العصر العثماني في مصر، فغيروا المُسمّى إلى ولاية الدقهلية وجعلوا عاصمتها مدينة المنصورة، وكانت تشغل معظم أراضي محافظتي الدقهلية ودمياط اليوم.

## نواحي أعمال الدقهلية والمرتاحية
عدّ ابن الجيعان في التحفة السنية نواحي وقرى تلك الأعمال، ويمكن تصنيفها إلى:

### نواحي لا زالت موجودة إلى اليوم
منها نواحي كانت تتبع أعمال المرتاحية، وأخرى أعمال الدقهلية، وثالثة استجدّت مع الروك الناصري.
| المحافظة | المركز     | التبعية وقت الروك الصلاحي | القرى |
| -------- | ---------- | ------------------------- | --- |
| الدقهلية | أجا        | المرتاحية                 | أجا · بو داود · شنشا · منية بزّو · البهو ومنية فوريك · البيلوق · تدارس · الغراقة · المنظرة · بلجهور · بقطارس · جراح · منية جلموه · ديرب بلجهور · منية حماقة · ذروى · سنبخت · سنجيد · شبراويش · شنيسة · شيوة بنا · منية قرموط · المشعلية · سفط البهو · منية سمنود · منية العامل · منية فضالة · منية معاند · منية نوسا · نوسا (قاعدة الأعمال المرتاحية) |
| الدقهلية | أجا        | الدقهلية                  | السبخة · تلبنت أجا |
| الدقهلية | أجا        | قرى استجدّت                | شبرا البهو · سنفاس |
| الدقهلية | الجمالية   | قرى استجدّت                | الجمالية |
| الدقهلية | السنبلاوين | المرتاحية                 | المتوة · شبرا قباله · شبراهور · طمويه · طمباره · قرقيرة · نوب سموط · منية الشاميين |
| الدقهلية | السنبلاوين | الدقهلية                  | منية غريطا |
| الدقهلية | السنبلاوين | قرى استجدّت                | تمد الحجر · الزريقي · المخزن |
| الدقهلية | المنزلة    | الدقهلية                  | ميت مرجا سلسيل · البسراط |
| الدقهلية | المنزلة    | قرى استجدّت                | أم رضوان · منية خضر · منية شريف |
| الدقهلية | المنصورة   | المرتاحية                 | شاوة سلّنت · منية نقيطه · منية البقلي · منية الحواوشة · خليج قزمان · الطنبوقين القبلي والبحري · أويش الحجر · بهقيرة · بدين · بربنسقه · بلجايه · تلبانة عدي · الجُديّدة · منية الأخرس · دبو · سلكا · سلّنت · شبرا بدين · طناح · منية الفضليين · كوم بني مراس · منى سندوب · منية الصارم · منية خيرون · منية عزون · منية علي · منية عوام                    |
| الدقهلية | المنصورة   | الدقهلية                  | البدالة · منية الخياريين · الريدانية · منية الشاميين · بدويه · سلمون طرنت · شها · طرنيس · منية فاتك · منية طلوس · منية مزاح |
| الدقهلية | المنصورة   | قرى استجدّت                | المالحة · المنصورة · كوم الثعالب · الأمشوطي · حصة بني عدي · منية الأكراد · منية جراح · منية محمود |
| الدقهلية | بني عبيد   | الدقهلية                  | منيتي الطبيل وسويد |
| الدقهلية | بني عبيد   | قرى استجدّت                | بني عبيد · ديرب القبلية · منية عدلان · منية فارس |
| الدقهلية | دكرنس      | الدقهلية                  | قباب العريف · قباب البازيار · جزيرة محلة دمنة · دكرنس · دموه · دمسجلت · منية السودان · نجير · البشمور |
| الدقهلية | دكرنس      | قرى استجدّت                | كفر القليوبية الأكراد · القليوبية · كفر القليوبية أبو ناصر · منية النحال · منية سعدان · منية شرف · منية ظافر · منية طريف |
| الدقهلية | شربين      | الدقهلية                  | بسوط أنقونيانة · محلة أنشاق |
| الدقهلية | شربين      | قرى استجدّت                | السعدية |
| الدقهلية | محلة دمنة  | الدقهلية                  | محلة دمنة |
| الدقهلية | منية النصر | المرتاحية                 | منشية ابن غالب · منية عاصم |
| الدقهلية | منية النصر | الدقهلية                  | المجنونة · منية بو زكري · منية أمامة |
| الدقهلية | منية النصر | قرى استجدّت                | البجالات · ظهر ابن محمد · منية القمص · منية حديد |
| الدقهلية | ميت سلسيل  | الدقهلية                  | منية ابن سلسيل |
| الدقهلية | ميت غمر    | الدقهلية                  | منية العز |
| دمياط    | الزرقا     | الدقهلية                  | منية بو عبد الله · شارمساح |
| دمياط    | الزرقا     | قرى استجدّت                | منشية الظاهر |
| دمياط    | فارسكور    | الدقهلية                  | فارسكور |
| دمياط    | فارسكور    | قرى استجدّت                | الطرحة · حوض العرب · منية الشيوخ |

### نواحي اندثرت مُحدّدة الموقع
| القرية               | ملاحظات |
| -------------------- | --- |
| البشطمير             | ذكرها ابن مماتي ضمن أعمال المرتاحية، وابن الجيعان في أعمال الدقهلية والمرتاحية، ودخلت أراضيها الآن في أراضي مدينة المنصورة.                                                               |
| البشع                | ذكرها ابن مماتي ضمن أعمال المرتاحية، وابن الجيعان في أعمال الدقهلية والمرتاحية، ودخلت أراضيها في أراضي قرية طناح.                                                                         |
| التل الأخضر          | ذكرها ابن الجيعان في أعمال الدقهلية والمرتاحية، وأرضها اليوم محل «حوض الكوم الأخضر» التابع لمدينة بني عبيد.                                                                               |
| الجعفرية             | ذكرها ابن الجيعان في أعمال الدقهلية والمرتاحية، وأرضها اليوم محل «حوض البحيرة الشرقي» التابع لناحية محلة دمنة.                                                                            |
| الجنينة المستجدة     | ذكرها ابن الجيعان في أعمال الدقهلية والمرتاحية وقال اسمها أيضًا «الظاهرية»، وأرضها اليوم محل «حوض الجنينة» التابع لقرية الدراكسة.                                                          |
| الخيسة والكوم الأحمر | ذكرها ابن الجيعان في أعمال الدقهلية والمرتاحية وقال اسمها أيضًا «الشبكة»، وأرضها اليوم محل «حوض الشبكة» التابع لقرية كوم بني مراس.                                                         |
| الربيطة              | ذكرها ابن الجيعان في أعمال الدقهلية والمرتاحية وقال اسمها أيضًا «البربيطة»، وأرضها اليوم محل «حوض الهيش» التابع لناحية بني عبيد.                                                           |
| الزعفرانة            | ذكرها ابن الجيعان في أعمال الدقهلية والمرتاحية، وأرضها اليوم محل «حوض البلد» التابع لناحية الخشاشنة.                                                                                      |
| الظاهرية المستجدة    | ذكرها ابن الجيعان في أعمال الدقهلية والمرتاحية وقال اسمها أيضًا «جديدة الظاهرية»، وأرضها اليوم محل «حوض الضهرية» التابع لناحية القباب الكبرى.                                              |
| العدل                | ذكرها ابن الجيعان في أعمال الدقهلية والمرتاحية، وأرضها اليوم محل «حوض العدل» التابع لناحية شنشا.                                                                                          |
| الغشماسة             | ذكرها ابن الجيعان في أعمال الدقهلية والمرتاحية، وأرضها اليوم محل «حوض الغشماسة» التابع لناحية برج نور الحمص.                                                                              |
| القطعة               | ذكرها ابن الجيعان في أعمال الدقهلية والمرتاحية، وأرضها اليوم محل «حوض القطع» التابع لناحية ميت العامل.                                                                                    |
| اللؤلؤة              | ذكرها ابن الجيعان في أعمال الدقهلية والمرتاحية، وأرضها اليوم محل «عزبة مظلوم» التابعة لناحية محلة دمنة.                                                                                   |
| المداود              | ذكرها ابن مماتي في أعمال الشرقية، وابن الجيعان في أعمال الدقهلية والمرتاحية، وأرضها اليوم محل «حوض المداود» التابع لناحية المخزن.                                                         |
| الهالة               | ذكرها ابن الجيعان في أعمال الدقهلية والمرتاحية، وأرضها اليوم محل «حوض الهالة» التابع لناحية جديدة الهالة.                                                                                 |
| ترعة الخشب           | ذكرها ابن الجيعان في أعمال الدقهلية والمرتاحية، وقال أنها من كفور أشموم طناح، وأرضها اليوم محل «حوض الدوار» التابع لناحية ميت الخولي.                                                     |
| تل تميم              | ذكرها ابن الجيعان في أعمال الدقهلية والمرتاحية، وقال أنها من توابع القطعة، وأرضها اليوم محل «حوض داير تل تميم» التابع لناحية سنجيد.                                                       |
| جالية                | ذكرها ابن الجيعان في أعمال الدقهلية والمرتاحية، وقال أنها من كفور تلبانة عدي. |
| حصة أبو الشرى        | ذكرها ابن الجيعان في أعمال الدقهلية والمرتاحية، وأرضها محل «حوض الشرى» التابع لناحية كفر البدماص أحد أقسام مدينة المنصورة اليوم.                                                          |
| حصة أولاد سويد       | ذكرها ابن الجيعان في أعمال الدقهلية والمرتاحية، وأرضها اليوم محل «حوض الحصة» التابع لناحية بني عبيد.                                                                                      |
| حصة كحيل             | ذكرها ابن الجيعان في أعمال الدقهلية والمرتاحية، وأرضها اليوم محل «حوض الحصة» التابع لناحية الريدانية.                                                                                     |
| دبلة                 | ذكرها ابن الجيعان في أعمال الدقهلية والمرتاحية، وأرضها اليوم محل «حوض تل بله» التابع لناحية ميت رومي الواقعة في نطاق مدينة دكرنس اليوم.                                                   |
| ديسة بني عبد القوي   | ذكرها ابن الجيعان في أعمال الدقهلية والمرتاحية، وأرضها اليوم محل «عزبة حسين طنطاوي» التابعة لناحية بني عبيد.                                                                              |
| جميجم                | ذكرها ابن مماتي في أعمال الدقهلية، وذكرها ابن الجيعان في أعمال الدقهلية والمرتاحية باسم «حصص جميجم»، وأرضها اليوم ضمن أراضي قرية الدنابيق.                                                |
| سرنا والفراسين       | ذكرها ابن الجيعان في أعمال الدقهلية والمرتاحية، وأرضها اليوم محل «تل عزيزة» التابع لناحية الصلاحات.                                                                                       |
| سندوب                | ذكرها ابن مماتي ضمن أعمال المرتاحية، وابن الجيعان في أعمال الدقهلية والمرتاحية، ودخلت الآن ضمن حيّز مدينة المنصورة.                                                                        |
| شبرا بلوق            | ذكرها ابن مماتي ضمن أعمال المرتاحية، وابن الجيعان في أعمال الدقهلية والمرتاحية باسم «شبرى ملق»، ودخلت أراضيها في أراضي قرية أبو داود العنب.                                               |
| شنودة                | ذكرها ابن الجيعان في أعمال الدقهلية والمرتاحية، وأرضها اليوم محل «حوض المنشية الجديد» التابع لناحية بني عبيد.                                                                             |
| صرصنوف               | ذكرها ابن مماتي في أعمال الدقهلية، وابن الجيعان في أعمال الدقهلية والمرتاحية، وقد اندثر اسمها بعدما تم تقسيم أراضيها سنة 1259هـ/1843م إلى قريتي كفر الأعجر وكفر سعفان.                    |
| قبيدة                | ذكرها ابن مماتي في أعمال الدقهلية، وابن الجيعان في أعمال الدقهلية والمرتاحية مُحرّفة باسم «قنيدة»، وأرضها اليوم ضمن أراضي قرية ميت الخولي مؤمن، التي أصبحت اليوم من أقسام مدينة منية النصر. |
| قوقنديمة             | ذكرها ابن مماتي في أعمال الدقهلية، وابن الجيعان في أعمال الدقهلية والمرتاحية مُحرّفة باسم «قرجنديمه»، وأرضها اليوم ضمن أراضي منية سمنود.                                                    |
| مرجانة               | ذكرها ابن الجيعان في أعمال الدقهلية والمرتاحية، وأرضها اليوم محل «حوض مرجان» التابع لناحية محلة دمنة.                                                                                     |
| مسجد ميمون           | ذكرها ابن الجيعان في أعمال الدقهلية والمرتاحية، وكانت بالقرب من قرية الضهرة. |
| منية الحلالجة        | ذكرها ابن الجيعان في أعمال الدقهلية والمرتاحية، ومحلها اليوم ناحية منية مجاهد أحد مناطق مدينة دكرنس اليوم.                                                                                |
| منية الحلوج          | ذكرها ابن مماتي في أعمال الدقهلية، وابن الجيعان في أعمال الدقهلية والمرتاحية، وهي التي أصبحت اليوم من أقسام مدينة دكرنس.                                                                  |
| منية الزمام          | ذكرها ابن مماتي في أعمال الدقهلية، وقال تُعرف أيضًا باسم «حصة عامر»، وذكرها ابن الجيعان في أعمال الدقهلية والمرتاحية، وأرضها اليوم في أراضي ناحية دكرنس.                                    |
| منية الظاهر          | ذكرها ابن الجيعان في أعمال الدقهلية والمرتاحية، وقال أنها تُعرف أيضًا بأسماء «كفر البجالات» و«كفر حمزة»، وموقعها اليوم بالقرب من ناحية البجلات.                                             |
| منية العمرين         | ذكرها ابن الجيعان في أعمال الدقهلية والمرتاحية، وأرضها اليوم محل «حوض الجنينة الشرقي» التابع لناحية منية مجاهد الداخلة في زمام مدينة دكرنس اليوم.                                         |
| منية بجانة           | ذكرها ابن الجيعان في أعمال الدقهلية والمرتاحية، وأرضها اليوم محل «حوض كامل» التابع لناحية الخشاشنة.                                                                                       |
| منية بدران           | ذكرها ابن الجيعان في أعمال الدقهلية والمرتاحية، ومحلها اليوم قرية العامرة. |
| منية رحال            | ذكرها ابن الجيعان في أعمال الدقهلية والمرتاحية، وأرضها اليوم محل «حوض رحال الشرقي» التابع لناحية الدراكسة.                                                                                |
| منية طلخا            | ذكرها ابن الجيعان في أعمال الدقهلية والمرتاحية، وأرضها اليوم قسم من أقسام مدينة المنصورة.                                                                                                 |
| منية عبد المؤمن      | ذكرها ابن مماتي في أعمال الدقهلية، وابن الجيعان في أعمال الدقهلية والمرتاحية، تغير اسمها سنة 1228هـ/1813م إلى «ميت الخولي مؤمن»، وهي اليوم جزء من مدينة منية النصر.                       |
| منية قطران           | ذكرها ابن الجيعان في أعمال الدقهلية والمرتاحية، وأرضها اليوم ضمن أراضي كوم بني مراس. |
| منية كبريت           | ذكرها ابن مماتي في أعمال الدقهلية، وابن الجيعان في أعمال الدقهلية والمرتاحية، وأرضها اليوم في «حوض ميت كبريت» التابع لمنية محلة دمنة التي أصبحت اليوم قسم من مدينة محلة دمنة.             |
| منية كرمل            | ذكرها ابن الجيعان في أعمال الدقهلية والمرتاحية، كانت مجاورة لقرية ميت لوزة. |
| منية محلة دمنة       | ذكرها ابن مماتي في أعمال الدقهلية، وابن الجيعان في أعمال الدقهلية والمرتاحية، ووردت أيضًا في تاريخ 1228هـ، ومع نمو مدينة محلة دمنة صارت منية محلة دمنة قسمًا من تلك المدينة.                |
| منية مرجا محال       | ذكرها ابن الجيعان في أعمال الدقهلية والمرتاحية، وأرضها اليوم محل «حوض محال» التابع لناحية الجنينة.                                                                                        |
| نبشو                 | ذكرها ابن الجيعان في أعمال الدقهلية والمرتاحية، وأرضها اليوم ضمن أراضي زفر. |

### نواحي اندثرت مجهولة الموقع
- البدموسين، كانت تتبع أعمال المرتاحية[2] ثم أعمال الدقهلية والمرتاحية، وهي الآن مندثرة.
- جديله، كانت تتبع أعمال المرتاحية[8] ثم أعمال الدقهلية والمرتاحية،[44] وهي الآن مندثرة
- منية الجفاريين، كانت تتبع أعمال الدقهلية،[16] وثم أعمال الدقهلية والمرتاحية،[63] والآن اندثرت
- منية بدر بن سلسيل، كانت تتبع أعمال الدقهلية،[16] ثم أعمال الدقهلية والمرتاحية،[69] والآن اندثرت.
- منية جرجسوس، كانت تتبع أعمال الدقهلية،[16] ثم أعمال الدقهلية والمرتاحية،[69] والآن اندثرت.
- منية رومي، كانت تتبع أعمال الدقهلية،[16] ثم أعمال الدقهلية والمرتاحية،[72] والآن اندثرت.
- منية طاهر، كانت تتبع أعمال الدقهلية،[9] ثم أعمال الدقهلية والمرتاحية،[72] وهي الآن مندثرة.
- الظاهرية[59]
- الغرقة[32]
- القرارة والأشرفيات، واسمها أيضًا «قرارة البشمور»[32]
- الكوادي والدمن[32]
- المعتصمية[39]
- المناشي[39]
- الولجة[39]
- بركة فياض وحوض الراهب، واسمها أيضًا «اليهودية»[39]
- بيرموت[41]
- تل الضباع[41]
- حصة نجم[44]
- خير بني نفالة[44]
- ديرب البحرية[25]
- كوم بني هاني[59]
- منية الخفاف[67]
- منية الطبل[67]
- منية باديس[69]
- منية فطيس[74]